# Carsten Morild
Carsten Morild (* 27. März 1936; † 10. August 2023) war ein dänischer Badmintonspieler. 

## Karriere
Carsten Morild wurde 1965 nationaler Meister in Dänemark, wobei er im Herrendoppel mit Erland Kops erfolgreich war. 1972 gewann er Bronze im Mixed bei den dänischen Meisterschaften. 1965 startete er bei den All England.

## Sportliche Erfolge
| Saison    | Veranstaltung                   | Disziplin    | Platz | Name                          |
| --------- | ------------------------------- | ------------ | ----- | ----------------------------- |
| 1964/1965 | Dänemark: Einzelmeisterschaften | Herrendoppel | 1     | Erland Kops / Carsten Morild  |
| 1971/1972 | Dänemark: Einzelmeisterschaften | Mixed        | 3     | Carsten Morild / Lotte Berend |